# Castelnuovo (Asola)
Castelnuovo (Castelnöf in dialetto alto mantovano) è la frazione più popolosa del comune di Asola, in provincia di Mantova, distante 5,5 km dal capoluogo e a nord da esso.
Qui intorno al 1200 il comune di Brescia costruì un castello (Castrum Novum), da cui il nome. È sede di una parrocchia autonoma dal capoluogo.

## Storia
Le origini di Castelnuovo sono strettamente legate alla storia di Casaloldo: inizialmente infatti esso si chiamava Castel Nuovo di Casaloldo.
In particolare, Castelnuovo fu voluta nel XII secolo da Brescia che, decisa di finirla una buona volta con i turbolenti conti Casaloldi, decretava che nella terra di Casaloldo si levasse un castello e vi fosse fatto mercato: era quello che si chiamava “borgo franco”.
Dunque l'abitato che oggi è denominato Castelnuovo, nel 1179 era Castel Nuovo di Casaloldo: Castrum novum Casalis alti.
Due documenti relativi alla storia di Casaloldo, l'uno sull'acquisto di dieci piò di terra – 32500 mq - appartenente a Casaloldo, nell'ottobre del 1179 e nel gennaio del 1180, l'altro sulla decisione di istituire il mercato, nel marzo 1180, hanno grande importanza, perché ci dicono che Brescia aveva cominciato seriamente ad estendersi sull'Asolano, e forniscono l'origine dell'attuale villaggio di Castelnuovo, frazione di Asola, cosa che non fu notata né da Mangini, né da Odorici, né da altri, e la cui corretta interpretazione si deve a Mons. Besutti.
Egli chiarì per primo che i Bresciani non avevano ricostruito il castello di Casaloldo, come vorrebbe Mangini nel passo citato, né avevano fabbricato un nuovo castello a pochi passi di fronte a Casaloldo, anzi a quello dei Casaloldi, che non era forse ancora stato ricostruito dopo che era stato distrutto nel 1149. Bensì, nel territorio di Casaloldo, ma a circa due chilometri dallo stesso villaggio, innalzarono un castello totalmente nuovo, un castrum novum, che ebbe poi appunto il nome di Castelnuovo, come il borgo che vi sorse attorno.
Che sia stato così lo dimostra anche il mercato quindicinale, in giorno di martedì, istituito appunto per dare importanza al nuovo castello e al nuovo centro abitato che vi fosse sorto intorno, e per fare concorrenza al mercato che si teneva in Casaloldo; tutto ciò, sicuramente per danneggiare i conti locali. E che assieme al castello si volesse sorgesse un centro abitato, lo dice chiaramente la parola suburbii della frase: habitatores predicti castri novi Casalis Alti et suburbii. Ancora, l'intenzione di costituire un nuovo paese è comprovata dall'invito che vi accorressero abitanti, e da tutte quelle franchigie, quei privilegi, quelle immunità, uguali a quelle dei cittadini di Brescia, concesse agli abitanti che fossero andati ad abitare – tenuerint - nel nuovo castello, e l'avessero scelto per domicilio e nuova patria degna di essere da loro difesa – munierint – restando sempre fedeli a Brescia..
Difatti, diverse norme degli statuti di Brescia del XIII secolo riproducono le decisioni di esonero di certe persone dal pagamento delle imposte - e, magari, dalla prestazione dei vari servizi richiesti dal comune -. Simili decisioni, che possono essere prese solo in sede di consiglio generale, rispondono ad una duplice finalità. Da un lato, esse sono funzionali al rafforzamento demografico ed economico di certi territori di confine. In questo caso, l'immunità fiscale è concessa ad intere popolazioni, come nel caso di Castelnuovo.
L'importanza attribuita ad un mercato ben funzionante emerge nettamente anche dalla legislazione sulle località di confine. Essa mostra che, per il legislatore bresciano interessato alla creazione di una forte entità di confine, in ordine di importanza subito dopo la costruzione di una rocca e l'immissione di un buon numero di abitanti viene la creazione di un mercato.
È altresì vero che in altri documenti, precisamente quello del testamento dei conti di Desenzano del 1107, e quello della vendita dei conti palatini di Lomello del 1174, fra gli altri feudi di questi conti si nomina un Castelnuovo, quando secondo l'ipotesi del Besutti esso non era ancora sorto; però vi era allora abbondanza di nomi del genere, e quel Castelnuovo poteva benissimo essere un altro, soprattutto per il fatto che nel secondo atto viene nominato insieme ad altri paesi certamente non dei dintorni di Asola e Casaloldo.
L'atto di fondazione di Castelnuovo, 16 marzo 1180, Brescia.
1180. – De Mercato faciendo de Casali alto. Die dominico sestodecimo intrante marcio in publica concione civit. Brix. cum campanis et tuba convocata in presentia populi brixiensi dom. Ardericus de salis tunc consul Brixie per parabolam et consensum Girardi de Bornado Lanfranci de Lavellongo et martini de Petenalupo et Alberti de Framexino atque Ugonis de Grumedello sociorum quorum in consulatu Brixie.
Statuit et decrevit ut mercatum debeat esse…ab eo termino quod consules dixerunt in loco casali alti scilicet ad castrum novum in die martis per omnis quindicinas et statuerunt et decreverunt ut nullus homo de Brixia et de ejus episcopatu ac totius virtutis Brixie ad illud mercatum nomine curature vel alterius cuiuslibet tolonei quicumquam dare debeant, nec occasione aliqua gratia illius mercati aliquod prestare…sed ad huiusmodi honore omnis homo brixie et eius virtutis liber stet immunis.
Ad hoc statuit et decrevit ut omnes illi homines qui fuerint habitatores predicti castri novi Casalialti et suburbii de cetero nullum foderum nec ullam datariem Com. Brix. prestare debeant nec conferre neque exatione aliqua a predicto communi brixia sentire nisi quam cives brixie prestiterint. Et inter se contulerint et fecerint. Sed ab omnibus hiis. Omnes prefati habitatores qui predictum castrum novum tenuerint et munierint et fidelitatem comunis Brix. fecerint liberi sint et immunes sicuti cives Brixie. Scilicet illi qui predicti castri novi casalis alti et suburbii habitatores fuerint, et castrum illud tenuerint et munierint et fidelitatem comuni brixie fecerint.
Actum est hoc anno dom. incar. Millesimo. Centesimo. Octuagesimo. Ind. XIII. in presentia populi Brixie ut supra»
La realizzazione del mercato a Casaloldo. Anno 1180, nel giorno di domenica 16 marzo, in pubblica assemblea nella città di Brescia, convocata al suono delle campane e della tromba, alla presenza del popolo bresciano, il signor Arderico Sali, allora console di Brescia, su consenso espressogli da Girardo Bornato, Lanfranco Lavellongo, Martino Pettenalupi, Alberto Framessino e Ugone Grumetello, suoi colleghi nel consolato di Brescia, stabilì e decretò che dovesse sorgere un mercato, dal tempo fissato dai consoli, nel luogo di Casaloldo, in particolare nel Castel Nuovo, in giorno di martedì, ogni quindici giorni; i consoli inoltre stabilirono e decretarono che nessun uomo di Brescia e del suo episcopato o distretto debba versare a quel mercato nessuna tassa di curatura o altri qualsivoglia telonei, né offrire alcunché in favore di quel mercato … ; sia egli invece ogni uomo di Brescia e distretto libero e immune dal versamento di qualunque tassa.
Il console perciò stabilì e decretò che tutti gli uomini che diverranno abitanti del suddetto Castel nuovo di Casaloldo, e dell’annesso borgo, d’ora in avanti non debbano versare o pagare nessun fodro né alcun dazio al comune di Brescia, né sottostare a nessuna esazione da parte del predetto comune bresciano, se non pagare quanto i cittadini di Brescia sono tenuti a raccogliere e a dare. Invece, da tutte codeste tasse tutti quanti i suddetti abitanti che occuperanno e fortificheranno il predetto Castel nuovo, e giureranno fedeltà all’anzidetto comune di Brescia, siano liberi e immuni come lo sono i cittadini bresciani: ci si riferisce con ciò a coloro che diverranno abitanti del suddetto Castel nuovo di Casaloldo e del relativo borgo, e che occuperanno quel castello e lo difenderanno, e presteranno fedeltà al comune di Brescia.
Ciò fu deciso nell’anno millecentottanta dall’incarnazione del Signore, indizione tredicesima, alla presenza del popolo di Brescia, come s’è detto sopra»
(Liber Potheris Brixie)
Il 13 gennaio 1180 sia l'area del castello che quella del borgo erano già delimitate – perimetro interno 645 braccia, perimetro esterno 1308 braccia -, e, quando il 16 marzo dello stesso anno fu istituito il mercato, parte delle strutture abitative e fortificate dovevano essere in avanzato stato di realizzazione.
Nel 1226, però, il castello nuovo di Casaloldo, vale a dire l'odierno Castelnuovo, era in macerie, per motivi ignoti, mentre nel 1237 i due castelli di Casaloldo, vecchio e nuovo, vennero conquistati e incendiati dalle armate comunali alleate di Federico II in marcia verso Brescia. All'altezza del XIII secolo, negli Statuti il comune di Brescia ordinava agli abitanti di Casaloldo di trasferirsi nella corte di Castelnuovo, borgo franco bresciano.
Il Castrum novum divenne Castelnuovo, un villaggio che non poteva mancare di quel luogo sacro dove i credenti si raccolgono nell'adorazione pubblica; cioè la chiesa.
Con il declino della stirpe dei conti di Casaloldo, già conclamato alla fine del XIII secolo, il territorio di Castelnuovo fu sottratto definitivamente alla sua originaria giurisdizione e più tardi entrò a far parte della quadra di Asola. Tuttavia, ancora per molto tempo, nei documenti ufficiali verrà denominato “Castel Nuovo comitato”, a ricordo della sua appartenenza ad un'area nel Medioevo largamente dominata dai conti rurali bresciani.
Nel 1335, Asola si rese volontariamente ai Gonzaga, passando dalla giurisdizione bresciana a quella mantovana, e trascinando con sé anche Castelnuovo, che, staccato da Casaloldo, entrò a far parte della “quadra” asolana.
Da questo momento in avanti Castelnuovo graviterà decisamente alle dipendenze di Asola, e ne seguirà le vicende storiche.
Al confine con il comune di Casaloldo, il 10 maggio 1509, si combatté la battaglia di Casaloldo, che vide contrapposte le truppe dei Gonzaga contro le truppe della Repubblica di Venezia per il predominio di queste terre di confine.

## Monumenti e luoghi d'interesse

### Edifici religiosi
- Chiesa parrocchiale di Santa Margherita. La primitiva chiesa di epoca medievale, in rovina per le ingiurie del tempo, fu ricostruita nel XVIII secolo e consacrata nel 1774 da monsignor Giovanni Battista Badoer, arciprete ordinario di Asola. La chiesa, armoniosa nell'insieme, ha una facciata classicheggiante; all'interno ad un'unica navata, la decorazione è sobria, bella nelle linee e nei colori; gli altari settecenteschi, tranne quello di Sant'Imerio, sono in marmo con intarsi a disegni finissimi. Sotto vetro, in una imponente cornice barocca, l'immagine della molto venerata Madonna del Rosario[11].

### Siti archeologici
- Area archeologica Baselle

## Infrastrutture e trasporti
Castelnuovo è attraversata dalla strada provinciale 1.
Il servizio di collegamento con Mantova è costituito da autocorse svolte dall'APAM; in passato, fra il 1886 e il 1933, era attiva una stazione lungo la tranvia Mantova-Asola.